# Escudo de armas de Perlis

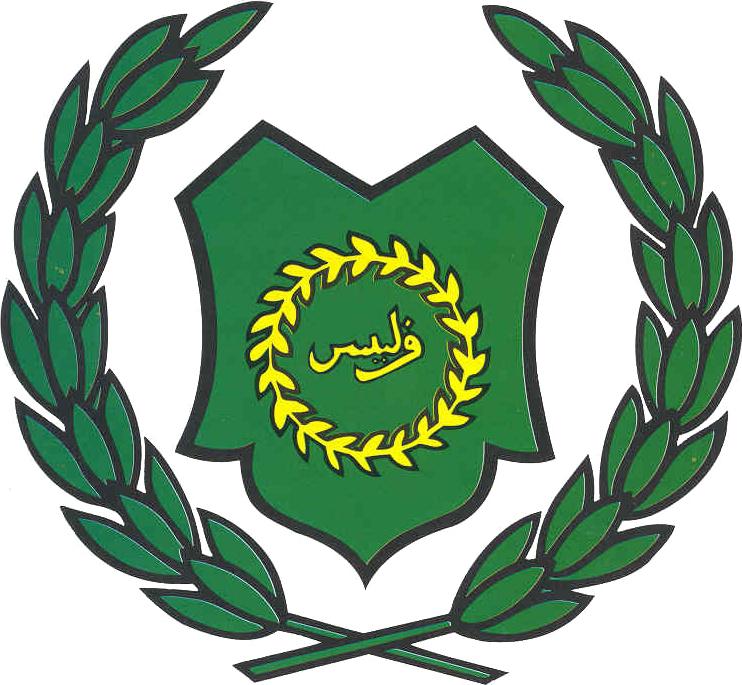
Escudo de armas del Estado malayo de Perlis

El escudo de armas de Perlis, estado de Malasia, significativamente diferente de la bandera del estado, se ilustra en verde y amarillo, y consiste de solamente dos elementos heráldicos, un escudo y una corona, que casi envuelve el escudo. Detalles de los elementos de las armas heráldicas son como sigue:

## Escudete
- El escudete, el elemento central del escudo de armas, es representado como un escudo verde conteniendo elementos adicionales: "Perlis" escrito en Jawi (ڨرليس) y una corona de flores de oro que rodea completamente la escritura, ambos de los cuales son amarillos. El escudo en conjunto simboliza la gloria del Estado.

## Corona
- La corona se ilustra como un par de tallos de arroz verdes desatados que casi envuelven el escudo. La corona, como aquellos desde las armas de Kedah, significa el cultivo del arroz como producto principal del estado y una fuente importante de sus actividades económicas. La corona de flores de oro en el escudo de armas puede llevar a la simbolización misma.

- Datos: Q5685875